# 義光山矢の堂
義光山矢の堂（ぎこうさんやのどう）は、山梨県北杜市小淵沢町尾根にある堂宇。お堂、宝篋印塔、太鼓の3点が市指定有形文化財となっている。観世音菩薩を本尊とし、毎年5月に大般若教転読会を行う。

## 歴史
新羅三郎義光が空海上人自らの刻による聖観世音菩薩像（矢の観音）を大津の三井寺より勧請し小淵沢村に堂を建立し、「矢の堂」と称したのが発祥といわれる。
義光の孫黒源太清光が逸見の郷に居をかまえ小淵沢村殿平に堂を創立し、小淵山天沢寺を矢の堂の別当とした。昌久寺の由緒に拠れば、仁安年間（1166年-1168年）のことであるという。
武田信玄は甲斐源氏にゆかりのある矢の堂を崇拝していたところ、この加護により大門峠の合戦に勝利したとして、八ヶ岳の中腹の「堂平」とよばれた地に矢の観音を移祀して「観音平」と称した。
武田氏滅亡後は、深山にある「観音平」は荒廃したため、霊験あらたかな矢の観音を捨て置くわけにはいかぬと考えた村民が再び天沢寺に移祀したが、その後天沢寺が廃寺となったため、昌久寺に仮安置し、昌久寺を矢の堂の別当とした。
これら由緒については1820年（文政3年）の「大般若教観化簿」などによって伝えられる。同市域高根町蔵原に所在する浄光寺鎧堂や、長野県分にある弓堂も、この義光山矢の堂の関連施設であると伝えられるが、仔細は明らかでない。
2020年（令和2年）現存する義光山矢の堂は、1781年（安永10年）小淵沢村尾根地区や近郊の人々により再建され、観音像が安置された。
1820年（文政3年）から「大般若波羅密多教重刻序、寛政十二年庚申伸冬、東叡山第十世前天台座主一品親王公澄謹撰」による大般若経600巻を勧進し、観世音の大開扉と大般若経の転読会を行い、併せて2月の二の午の法会を行った。
2020年（令和2年）現在は、毎年5月3日に大般若経転読会が行われている。

## 境内
矢の堂の本堂、経蔵、宝篋印塔のほか、馬頭観音、念仏供養塔、青面金剛庚申塔など53体の石造物がある。
昭和初年までは矢の堂の側に小さな絵馬堂があり、絵馬の額が奉納され、近在農家の信仰を集めたが、20世紀半ばには堂宇、絵馬ともに損失し、現存していない。

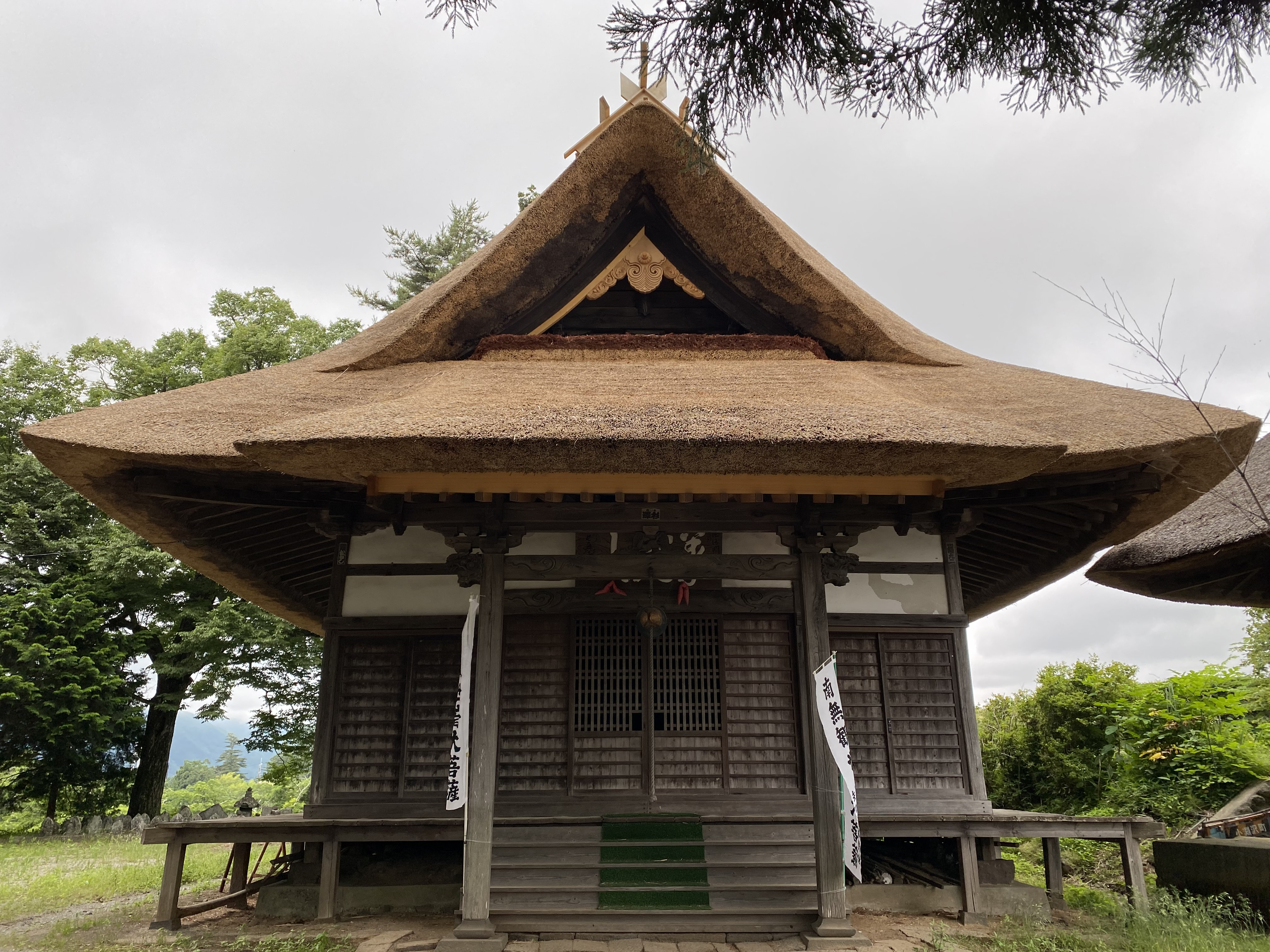
矢の堂本堂　正面
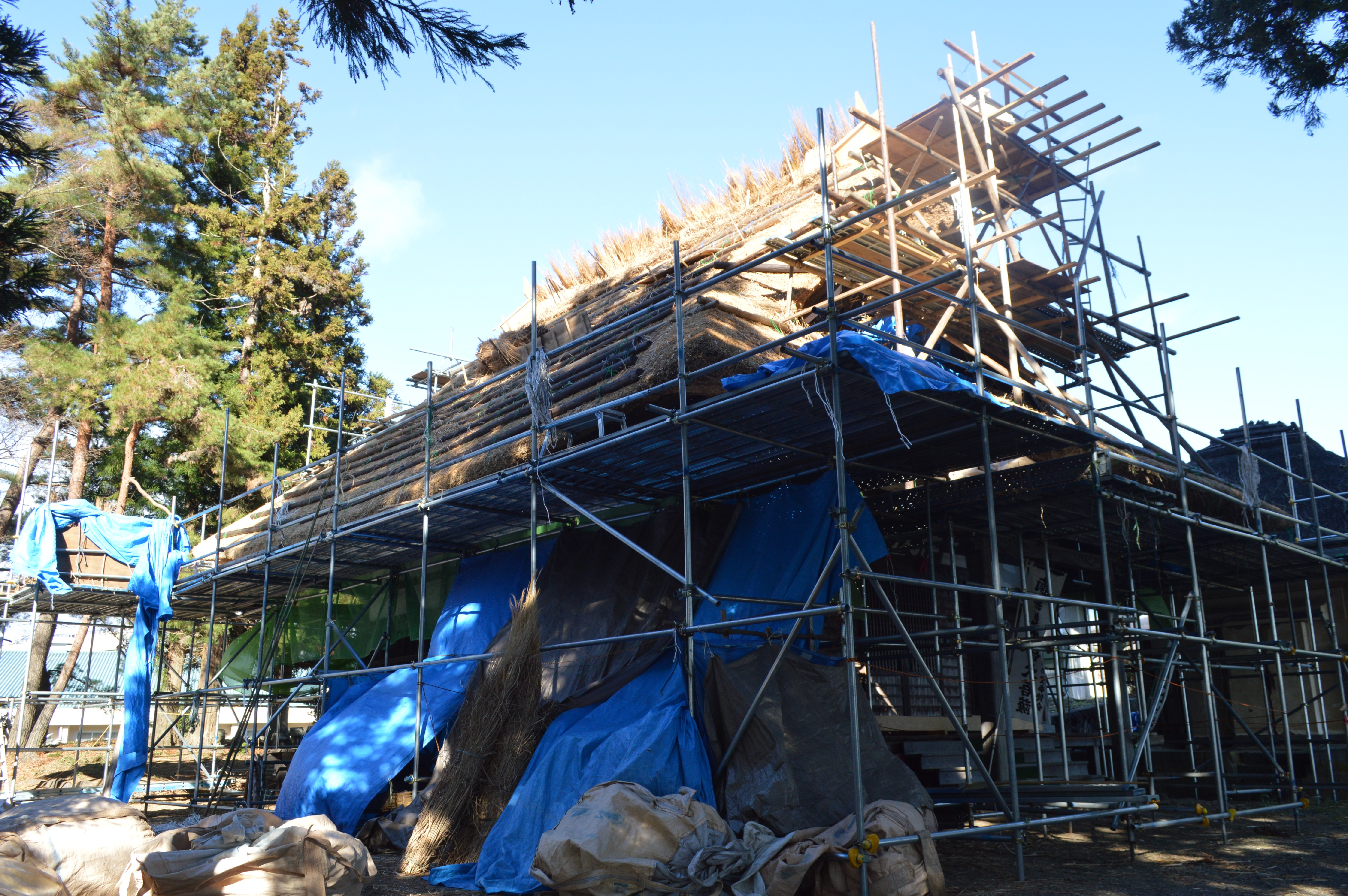
矢の堂本堂（修繕中）
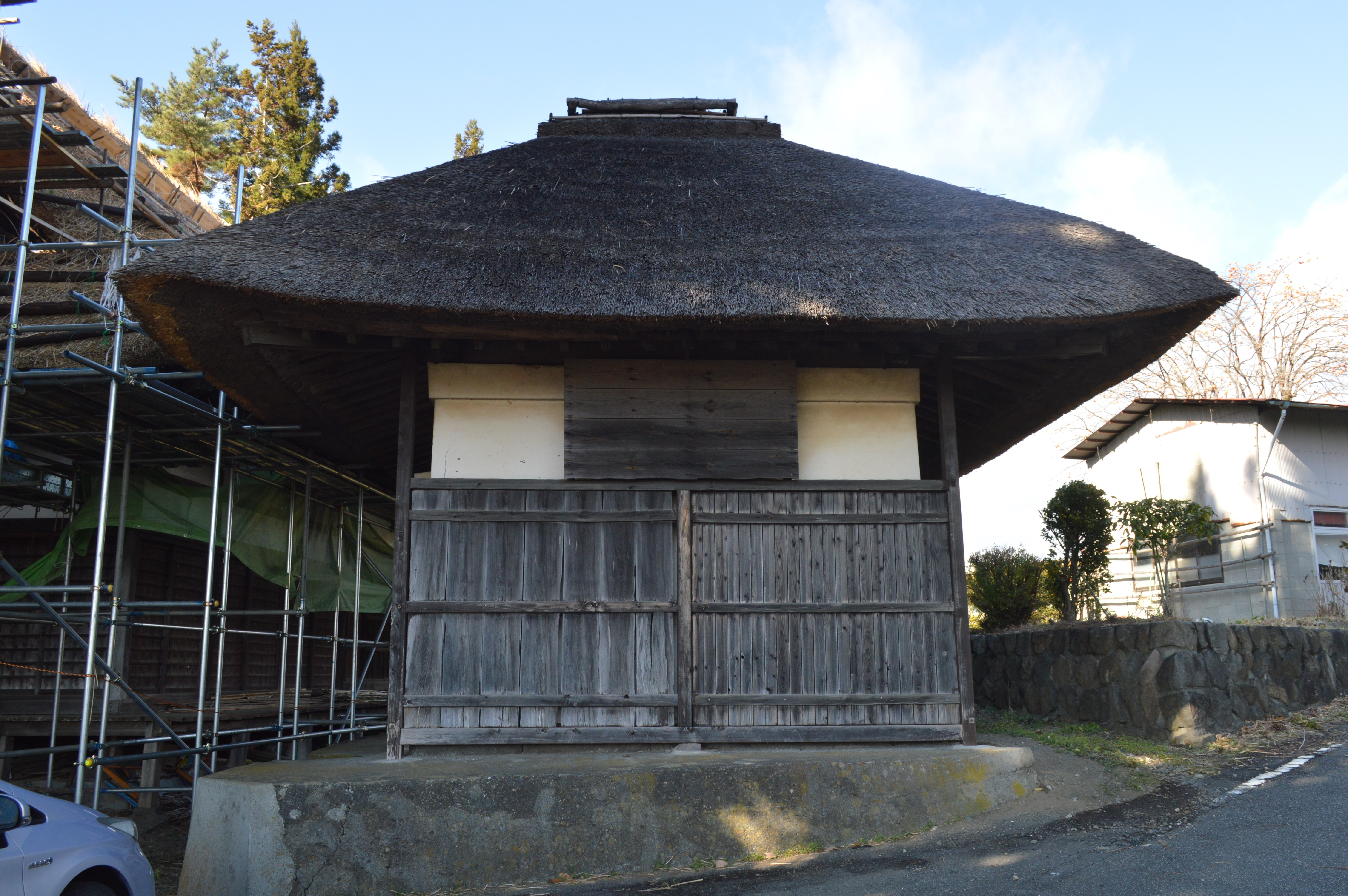
経蔵
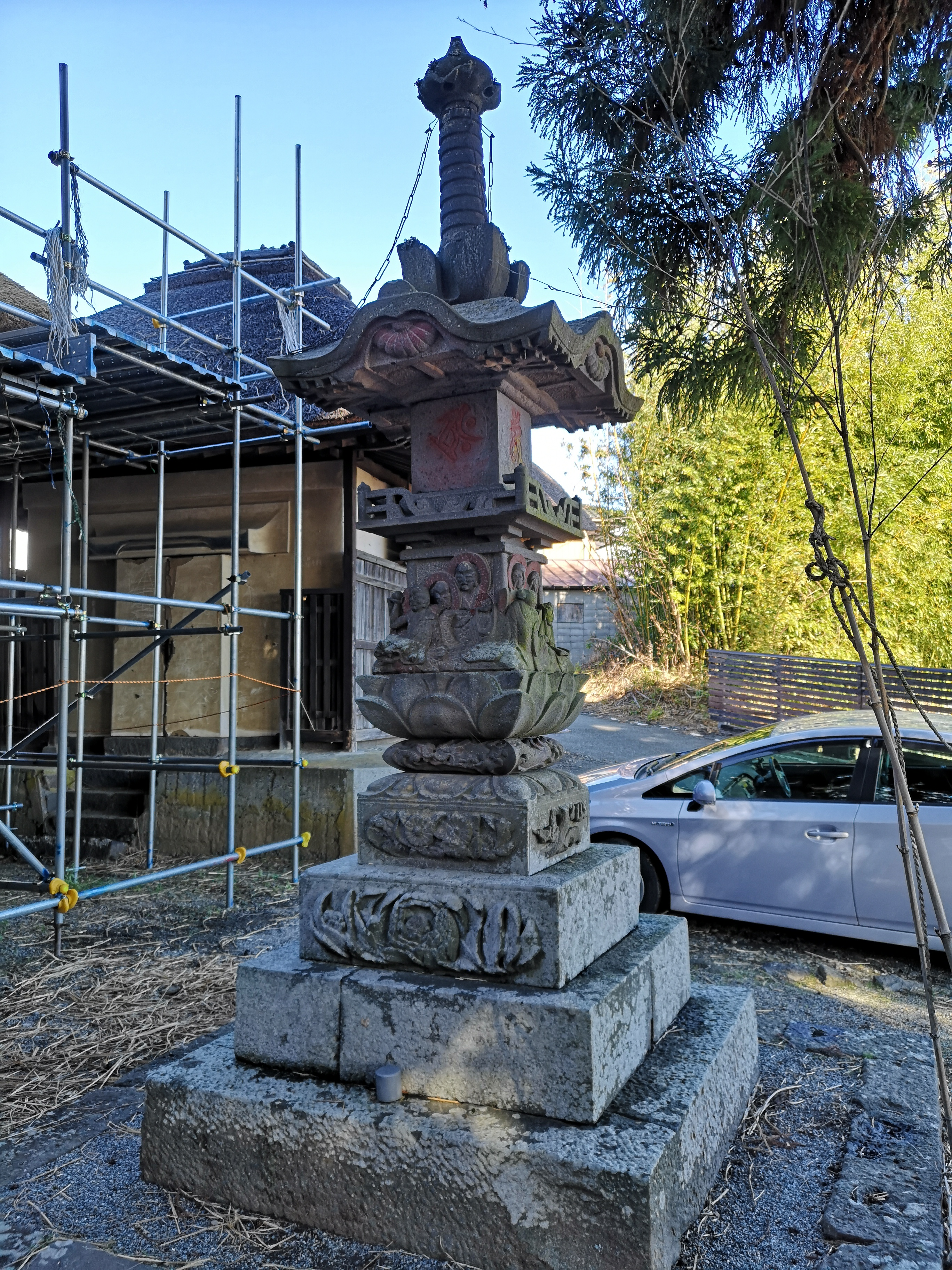
宝篋印塔（左後方に経蔵）
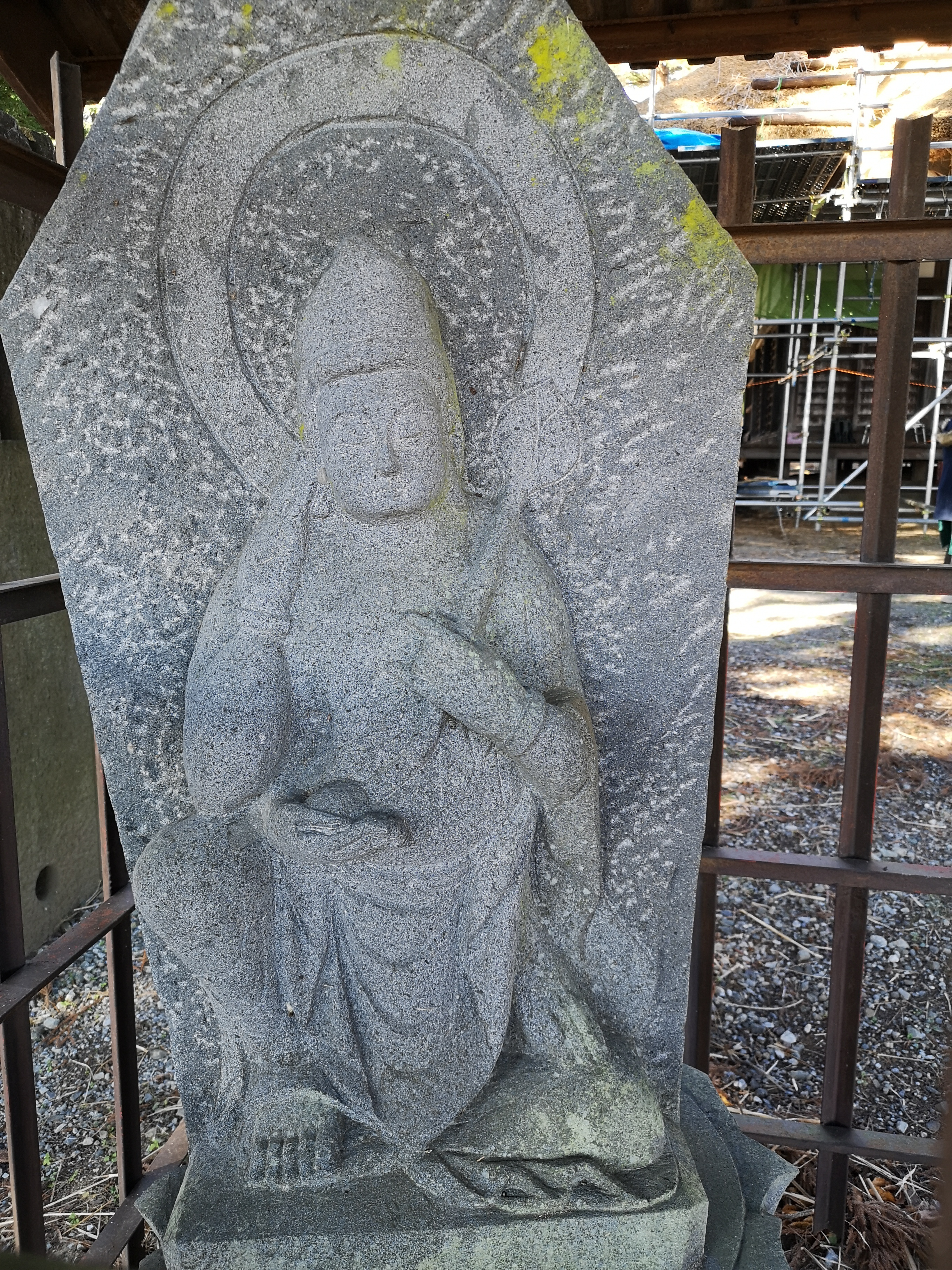
境内にある碑文の像
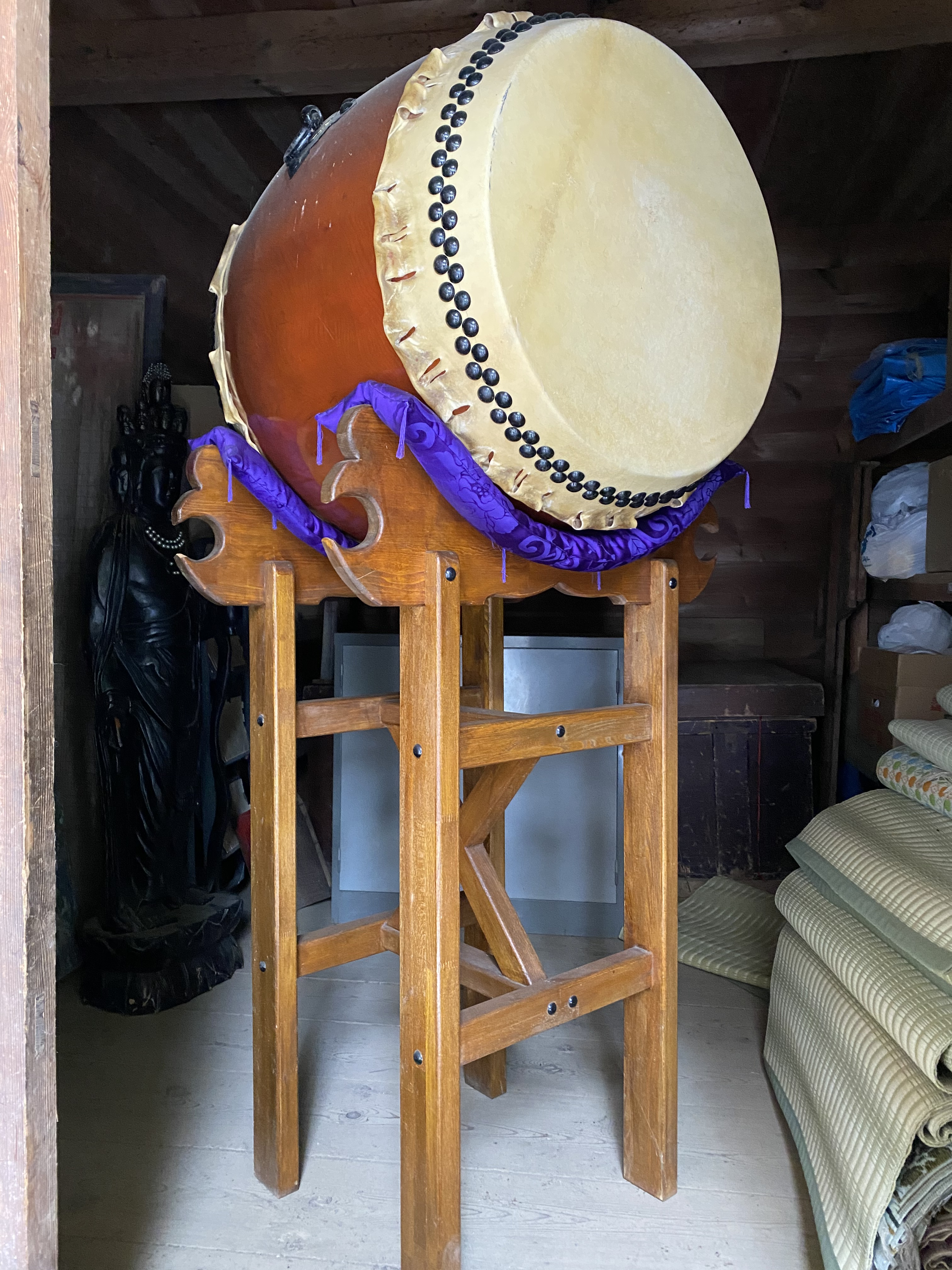
矢の堂の太鼓
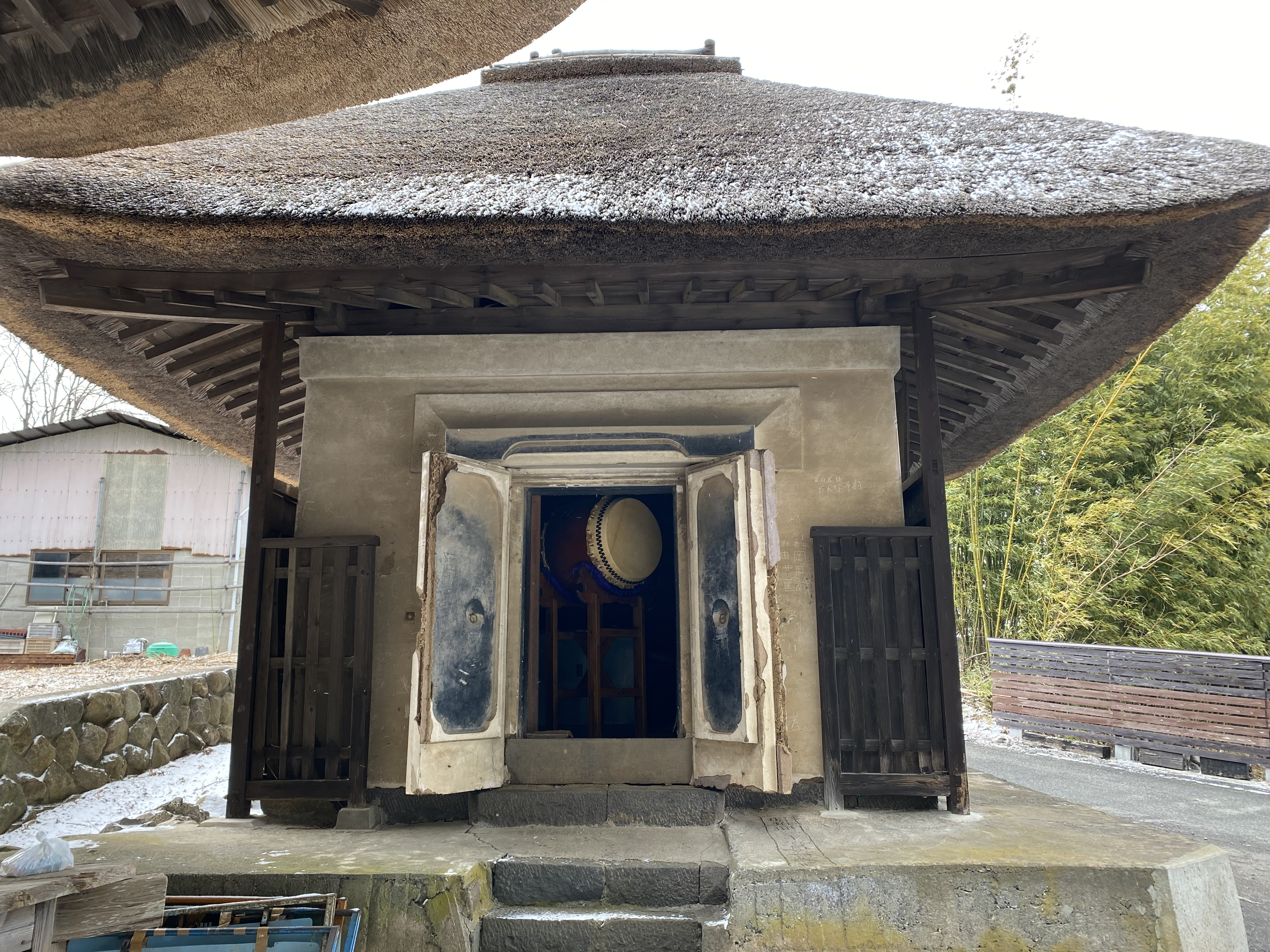
矢の堂　経堂
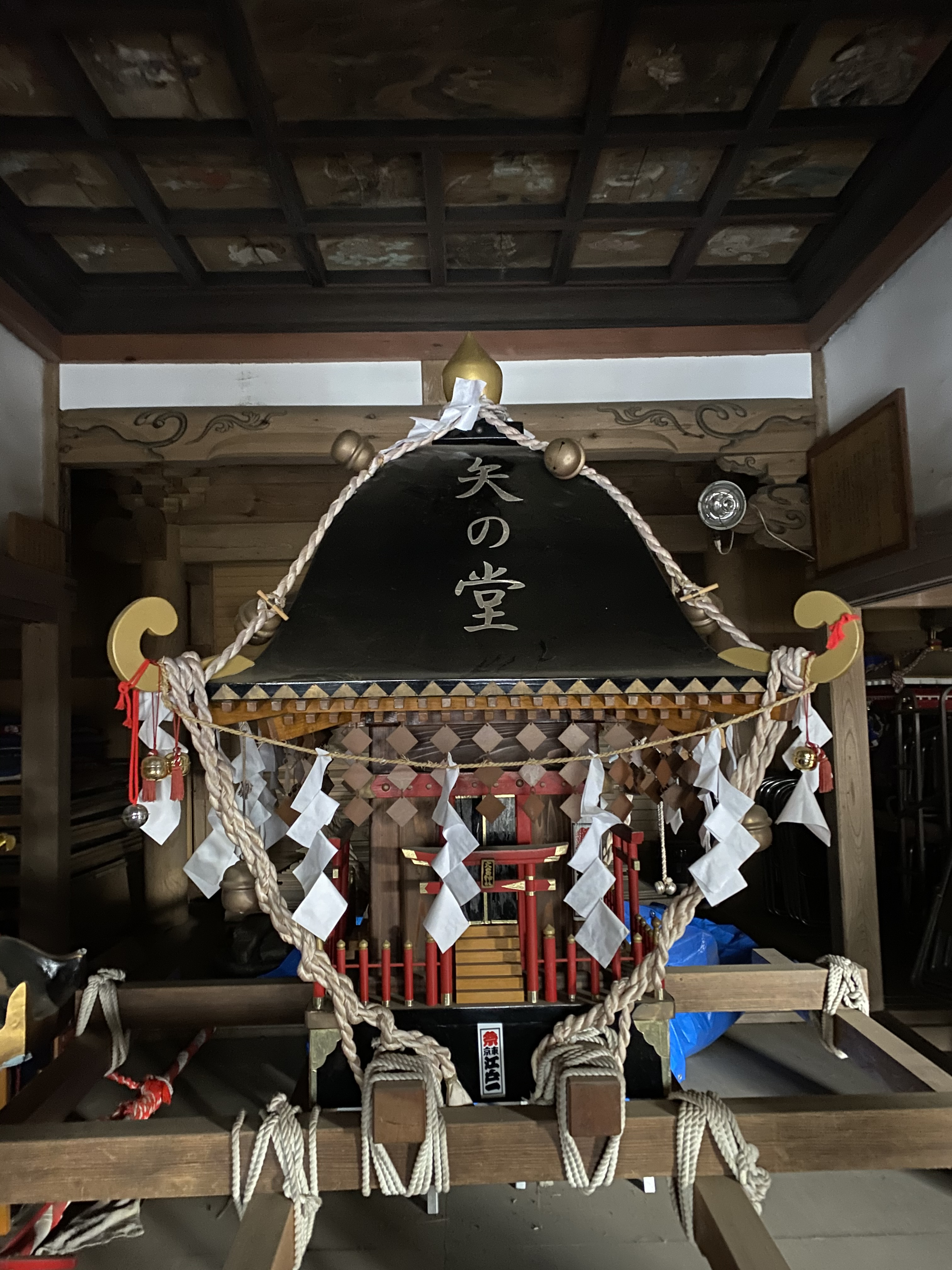
矢の堂内にある神輿
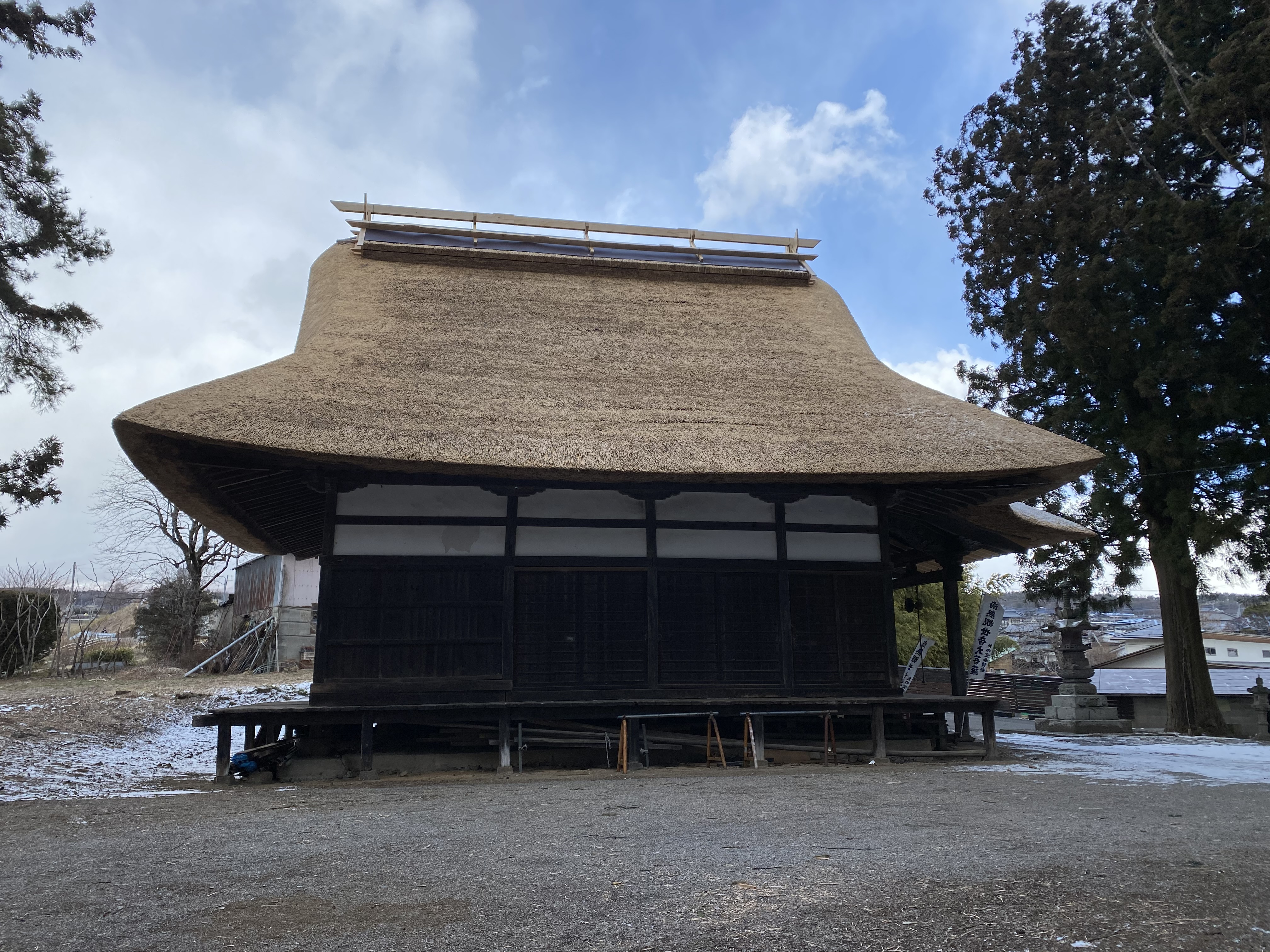
矢の堂 側面
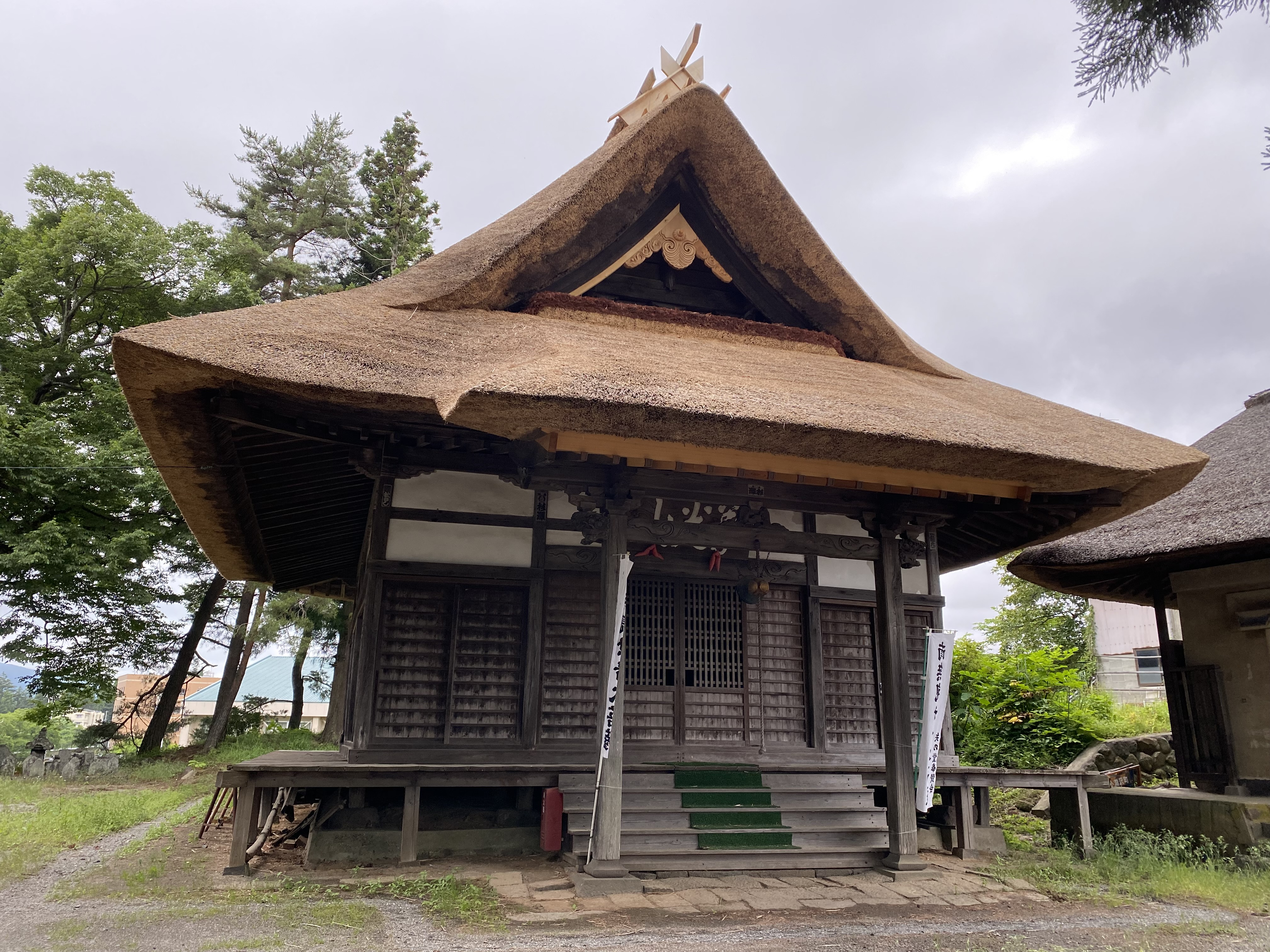
矢の堂　茅葺き屋根の上の千木

## 文化財

### 矢の堂

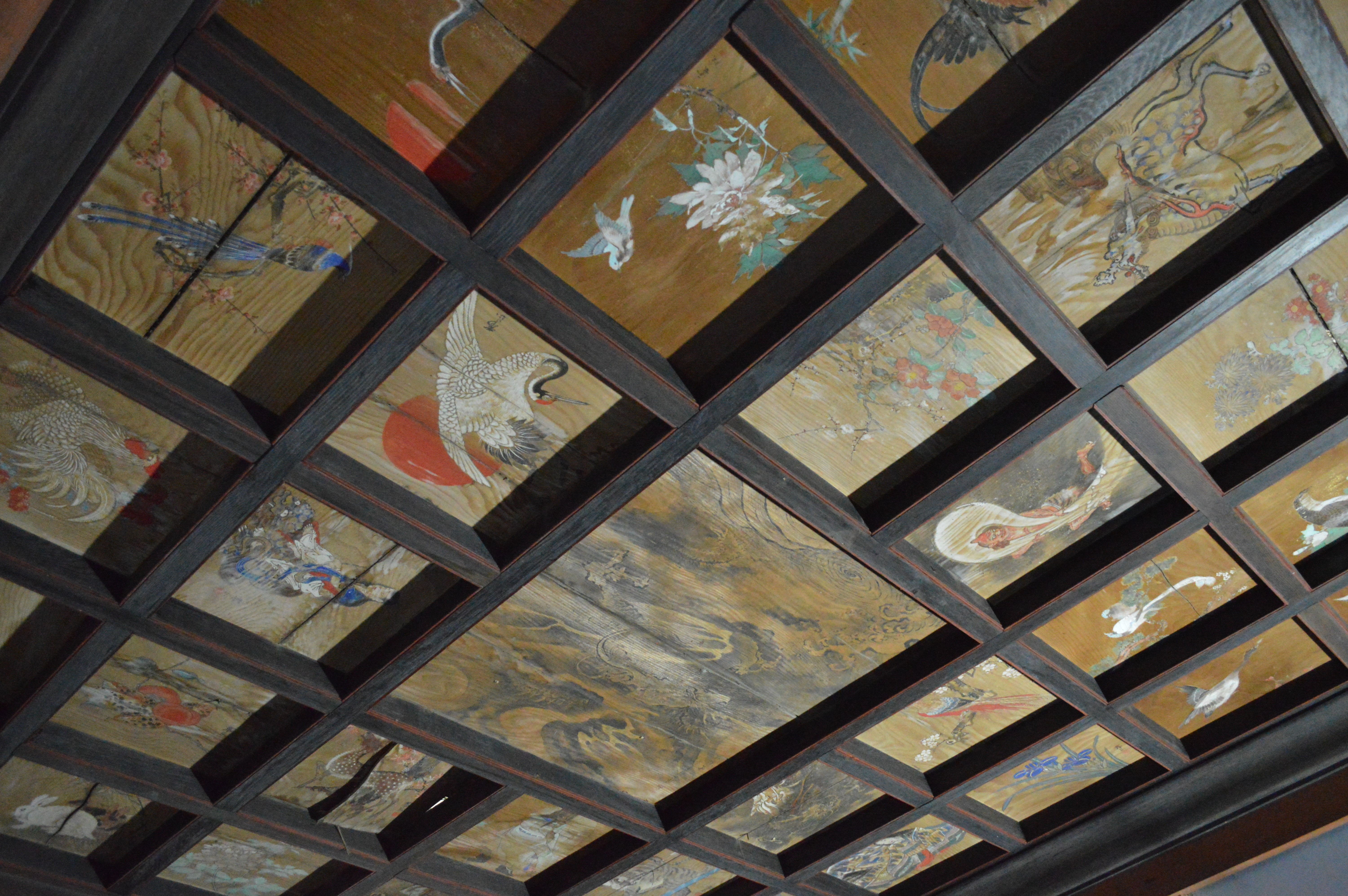
矢の堂の花天井

1781年（安永10年）再建、1968年（昭和43年）6月10に小淵沢町に文化財指定を受けた。
本堂は間口4間、奥行き5間の萱葺き御幣造り。雲渓、桃光、雲垈の画で構成された花天井がある。
経蔵は間口2間・奥行き2間の萱葺き蒸籠造り。
「御佛の誓をこめし梓弓、願の的に当る矢の堂」の御詠歌が残る。

### 宝篋印塔

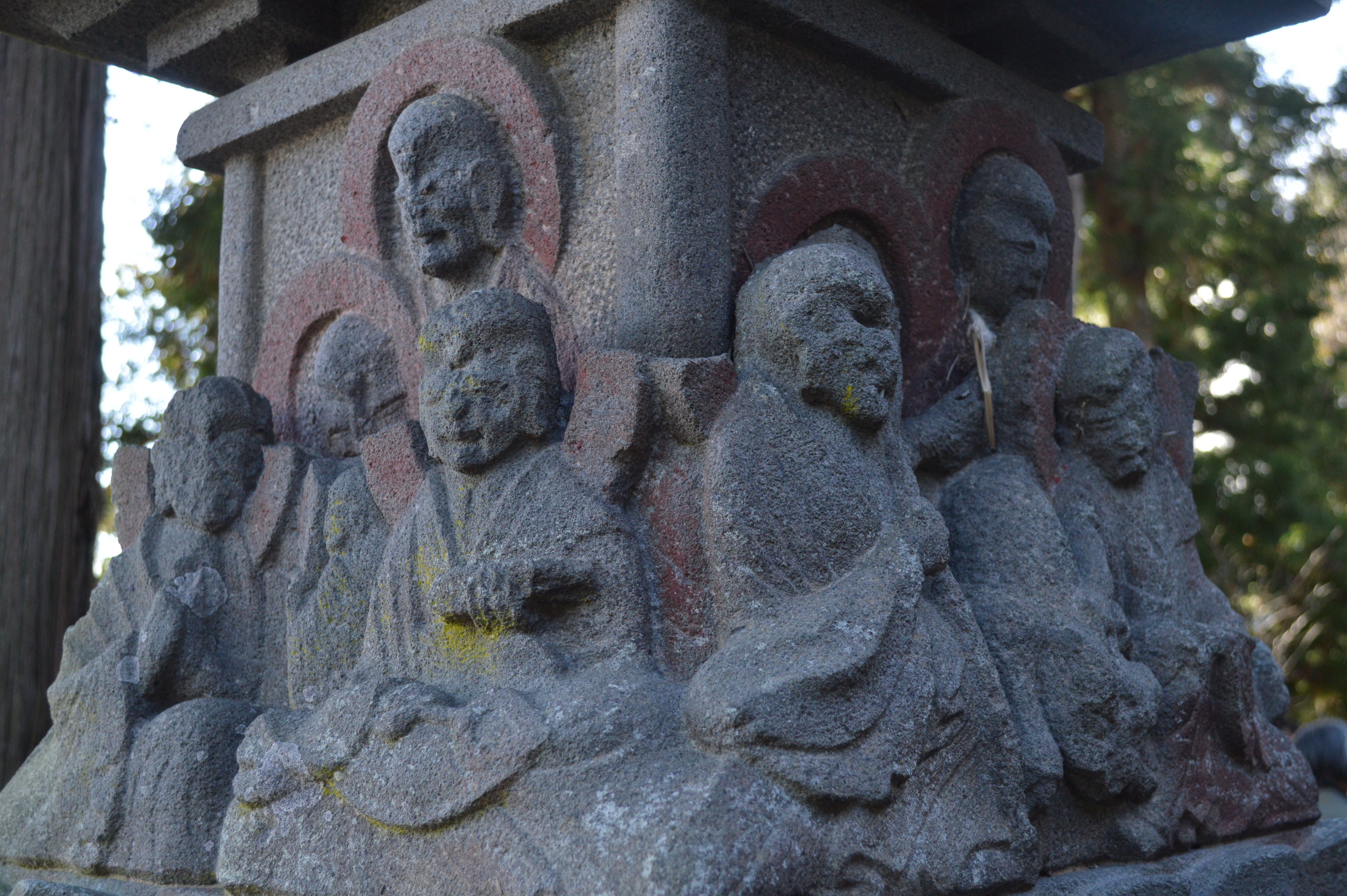
宝篋印塔の十六羅漢

2000年（平成12年）に小淵沢町の文化財に指定された。登録名称は「矢の堂の宝篋印塔」
1813年（文化10年）、高遠（長野県伊那市）の石工、池上平右衛門周幸の作。安山岩製で高さ370センチメートル。屋根部の下には、上層に四方仏、下層に十六羅漢の像が浮き彫りされているほか、蓮華座やその下の部分にも念入りな彫刻が施されている。

### 矢の堂太鼓
2005年（平成17年）に小淵沢町の文化財に指定された。登録名称は「矢の堂の太鼓」。
矢の堂太鼓は1850年（嘉永3年）に小淵沢地区に隣接する旧甲州街道台ヶ原宿の太鼓職人久蔵により造られた。作成年は太鼓の両皮の部分ではなく、ケヤキをくり抜いた太鼓胴体の内部に記載されている。

## 祭礼行事
主な祭礼行事は、毎年の「矢の堂祭り」と、61年周期で行われる矢の観音の「大開扉」がある。
「矢の堂祭り」は、1820年（文政12年）から、毎年2月2回目の午の日に催され、従来は矢の堂別当である昌久寺と二の午講中による大般若経の転読会と二の午祭りで構成されたもので、当地における春祭りのはしりとされた。当初は大般若教の転読会は観音菩薩像の大開扉とあわせて61年に一度の行事であったが、いつの頃からか矢の堂祭りの行事として毎年行うようになった。
祭当日には、早朝から近郷の村々や信州の遠方からも馬をひいて講員が集い、五穀豊穣や家内安全と馬の無病息災を祈願し、600巻の大般若経の転読による祈祷を受け、お札と絵馬と振舞い酒をいただいて帰路につく。この絵馬は2種類あり、馬の頭が馬小屋の出口の方角を向くように描かれた「東マヤ」と「西マヤ」で、各位の馬小屋に合った絵馬を持ち帰り、馬小屋に掲げた。講から馬の購入資金を借り入れている者はその清算を、新規に借り入れる場合もこの祭りの際に締結した。
「矢の堂祭り」は、太平洋戦争を契機に、矢の堂奉賛会によって3月30日に行われることとなり、1965年（昭和40年）以降5月3日に日が改められた。21世紀には二の午行事は廃止となり、大般若経転読会のみが受け継がれている。

## 矢の堂奉賛会
昭和期以降義光山矢の堂の所有者であり、矢の堂の祭事等を取り仕切る「矢の堂奉賛会」は少なくとも太平洋戦争終戦の時点には、既に活動されていたことが文献上で確認でき、矢の堂の所在する小淵沢町尾根地区の住民で構成されている。
1996年（平成8年）の葺き替え作業後、20数年が経過し矢の堂の屋根を支える垂木などの劣化が激しくなり、腐朽が進んでしまったため、2019年（令和元年）より修復に向けた活動を始めた。奉賛会では地区住民からの寄付や自己資金、北杜市からの補助金など約900万円の事業費を確保し、翌2020年（令和2年）7月より茅葺きの葺き替え作業が始まった。作業は同県富士河口湖町の茅葺き職人が当たり、古い茅を取り除き新しい茅に葺き替え、腐朽した梁などが修復されている。地区の大切な文化財保護を通じて次世代へ地域の歴史や文化を引き継いでいきたいと奉賛会による保護活動が行われている。

## 現地情報
山梨県北杜市小淵沢町小字尾根2139に所在する。
大宮神社に隣接し、新しい村作り事業で整備された尾根集落広場の一画にある。